# Ulrich Wilhelm von Schwerin von Schwanenfeld
Il conte Ulrich Wilhelm Schwerin von Schwanenfeld (Copenaghen, 21 dicembre 1902 – Berlino, 8 settembre 1944) è stato un politico tedesco.
Era figlio del conte Hans Bogislav von Schwerin, amministratore delle colonie tedesche nell'Africa Occidentale tedesca; discendeva da una nobile famiglia del Meclemburgo, imparentata con varie dinastie tedesche.
Studiò nel convento di Rosleben e agronomia all'Università di Monaco. Già all'epoca del putsch di Monaco fu un convinto nemico del nazismo, che andava a ledere la sua idea cristiana e sociale.
Dal 1928 al 1934 si allontanò dalla politica, dedicandosi all'amministrazione delle sue proprietà e castelli a Woldegk, Sartowice e Ṥwiecie e sposò Marianne Sahm, figlia del presidente della città libera di Danzica Heinrich Sahm.
Allo scoppio della guerra contro la Cecoslovacchia e l'invasione della Polonia, formò con alcuni amici, Peter Yorck von Wartenburg e Fritz-Dietlof Graf von der Schulenburg, un circolo di ispirazione antinazista, e poi divenne membro del Circolo di Kreisau.
Successivamente divenne ispettore militare nello staff del generale Erwin von Witzleben, che indusse a porsi a capo della resistenza. Dopo aver fatto parte dell'Abwehr di Canaris, fece parte del colpo di Stato di Stauffenberg, ma nella notte del 21 luglio 1944 fu arrestato dalla Gestapo e incarcerato a Plötzensee nella periferia di Berlino. Giudicato colpevole, venne poi giustiziato e il suo corpo fu poi inumato nel Cimitero forestale di Dahlem.